# Gemeinde Odranci

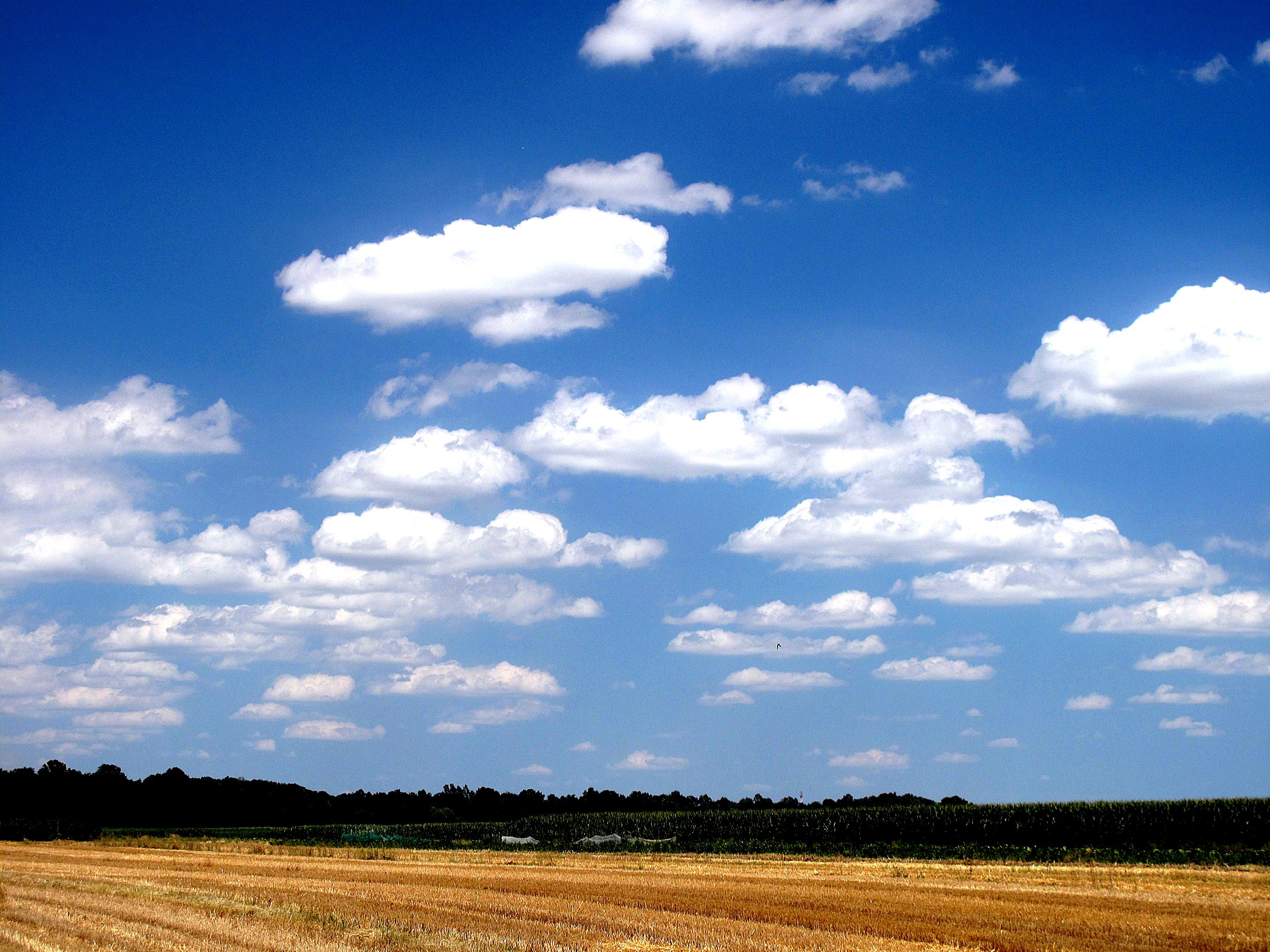
Landschaft bei Odranci

Odranci (ungarisch Adorjánháza, dt. Andreitz) ist eine Gemeinde in der Region Prekmurje in Slowenien. Sie ist die kleinste Gemeinde Sloweniens.

## Lage
Die Gemeinde besteht nur aus dem Ort Odranci. Sie liegt im Dolinsko, der ebenen Landschaft zwischen den Flüssen Mur und Ledava. Odranci befindet sich unweit der ungarischen und kroatischen Grenze.

## Nachbargemeinden
| Beltinci | Beltinci                                    | Črenšovci |
| Beltinci | Kompassrose, die auf Nachbargemeinden zeigt | Črenšovci |
| Beltinci |                                             | Črenšovci |

## Sehenswürdigkeiten
- Die Kirche Svete Trojice, Dreifaltigkeits Kirche[4] (Beim Bau der Kirche ereignete sich 1966 ein schwerer Unfall mit acht Toten.)